# Manzia
Manzia (ros. Манзя) – osiedle w Rosji, w Kraju Krasnojarskim, w rejonie boguczańskim. W 2010 liczyło 2130 mieszkańców.